# Just Dance 2017
Just Dance 2017 es el octavo juego de la serie de Just Dance, desarrollada por Ubisoft. Su lanzamiento para las consolas de la generación actual fue el 10 de mayo de 2016. Fue anunciado oficialmente en la conferencia de prensa de Ubisoft en la E3 2016 el 13 de junio de 2016.
Es el primer Just Dance lanzado para consolas de tres generaciones diferentes: Wii, Wii U y Nintendo Switch, y el único que se ha lanzado para Windows y MacOS.

## Modo de juego
Como en las anteriores entregas, el jugador tiene que seguir al entrenador de la pantalla como si este fuera su reflejo en un espejo. Dependiendo del desempeño se irá marcando la puntuación con un X, OK, GOOD, PERFECT y YEAH! en el caso de los goldmoves. En las versiones de PlayStation 4,  Nintendo Wii U, Xbox One y Nintendo Switch puedes usar un teléfono inteligente como método alternativo para poder jugar, además de ser la única forma de hacerlo en PC.

## Lista de canciones
Just Dance 2017 se compone de 35 sencillos musicales:
| Canción                            | Artista                                                        | Año  | Modo       | Bailarín(a/es/as) |
| ---------------------------------- | -------------------------------------------------------------- | ---- | ---------- | ----------------- |
| "All About Us"                     | Jordan Fisher                                                  | 2016 | Trío       | ♀/♂/♀             |
| "Bailar"                           | Deorro feat. Elvis Crespo                                      | 2016 | Solo       | ♂                 |
| "Bang"                             | Anitta                                                         | 2015 | Solo       | ♀                 |
| "BonBon"                           | Era Istrefi                                                    | 2016 | Solo       | ♀                 |
| "Cake by the Ocean"                | DNCE                                                           | 2016 | Solo       | ♂                 |
| "Can't Feel My Face"               | The Weeknd                                                     | 2015 | Solo       | ♂                 |
| "Carnaval Boom"                    | Latino Sunset                                                  | 2016 | Solo       | ♀                 |
| "Cheap Thrills"                    | Sia feat. Sean Paul                                            | 2016 | Solo       | ♀                 |
| "Cola Song"                        | INNA feat. J Balvin                                            | 2014 | Solo       | ♀                 |
| "Daddy"                            | PSY feat. CL de 2NE1                                           | 2015 | Trío       | ♀/♂/♀             |
| "Don't Stop Me Now"                | Queen                                                          | 1978 | Solo       | ♂                 |
| "Don't Wanna Know"                 | Maroon 5                                                       | 2016 | Solo       | ♂                 |
| "Dragostea din tei"                | O-Zone                                                         | 2003 | Trío       | ♂/♂/♂             |
| "El Tiki"                          | Maluma                                                         | 2015 | Dúo        | ♂/♀               |
| "Ghost In The Keys"                | Halloween Thrills                                              | 2016 | Dance Crew | ♀/♂/♀/♂           |
| "Groove"                           | Jack & Jack                                                    | 2014 | Dúo        | ♂/♂               |
| "Hips Don't Lie"                   | Shakira feat. Wyclef Jean                                      | 2006 | Solo       | ♀                 |
| "I Love Rock 'n Roll" (*)          | Fast Forward Highway (Original de Joan Jett)                   | 1982 | Solo       | ♀                 |
| "Into You"                         | Ariana Grande                                                  | 2016 | Solo       | ♀                 |
| "Je sais pas danser" (F)           | Natoo                                                          | 2016 | Solo       | ♀                 |
| "La Bicicleta"                     | Carlos Vives & Shakira                                         | 2016 | Dúo        | ♀/♂               |
| "Last Christmas" (*)               | Santa Clones (Original de Wham!)                               | 1984 | Dúo        | ♂/♀               |
| "Lean On"                          | Major Lazer feat. MØ & DJ Snake                                | 2015 | Dance Crew | ♀/♂/♀/♂           |
| "Leila"                            | Cheb Salama                                                    | 2016 | Solo       | ♀                 |
| "Let Me Love You" (U)              | DJ Snake feat. Justin Bieber                                   | 2016 | Dúo        | ♂/♀               |
| "Like I Would"                     | ZAYN                                                           | 2016 | Solo       | ♀                 |
| "Little Swing"                     | AronChupa feat. Little Sis Nora                                | 2016 | Dúo        | ♂/♀               |
| "Oishii Oishii"                    | Wanko Ni Mero                                                  | 2016 | Dúo        | ♂/♀               |
| "Ona tańczy dla mnie" (P)          | Weekend                                                        | 2012 | Dúo        | ♀/♂               |
| "PoPiPo"                           | Hatsune Miku                                                   | 2009 | Trío       | ♂/♀/♀             |
| "Radical"                          | Dyro & Dannic                                                  | 2014 | Solo       | ♀                 |
| "Run The Night"                    | Gigi Rowe                                                      | 2016 | Solo       | ♀                 |
| "Scream & Shout"                   | will.i.am feat. Britney Spears                                 | 2012 | Dance Crew | ♂/♀/♂/♀           |
| "September" (*)                    | Equinox Stars (Original de Earth, Wind & Fire)                 | 1978 | Trío       | ♂/♀/♂             |
| "Single Ladies (Put a Ring on It)" | Beyoncé                                                        | 2008 | Solo       | ♀                 |
| "Sorry" (D)                        | Justin Bieber                                                  | 2015 | Solo       | ♂                 |
| "Te Dominar"                       | Daya Luz                                                       | 2016 | Trío       | ♂/♀/♂             |
| "Tico-Tico no Fubá" (*)            | The Frankie Bostello Orchestra (Original de Zequinha de Abreu) | 1917 | Dúo        | ♂/♀               |
| "Titanium"                         | David Guetta feat. Sia                                         | 2011 | Solo       | ♀                 |
| "Watch Me (Whip/Nae Nae)"          | Silentó                                                        | 2015 | Dance Crew | ♂/♂/♂/♀           |
| "What Is Love" (*)                 | Ultraclub 90 (Original de Haddaway)                            | 1993 | Solo       | ♂                 |
| "Wherever I Go"                    | OneRepublic                                                    | 2016 | Solo       | ♂                 |
| "Worth It"                         | Fifth Harmony feat. Kid Ink                                    | 2015 | Solo       | ♀                 |
| "Имя 505" (Name 505) (R)           | Vremya i Steklo                                                | 2015 | Solo       | ♀                 |

- Un "(*)" indica que la canción es un "cover" de la original.
- Una "(D)" indica que la canción aparece en la Demo del juego.
- Una "(U)" indica que la canción se descarga a través de Ubisoft Club.
- Una "(F)" indica que la canción es exclusiva para Francia.
- Una "(P)" indica que la canción es exclusiva para Polonia.
- Una "(R)" indica que la canción es exclusiva para Rusia.

## Modo Alternativo
Hasta el momento 15 son los sencillos que pertenecen a este modo de juego.
| Canción                   | Artista                                        | Año  | Nombre                      | Modo       | Bailarín(a/es/as) |
| ------------------------- | ---------------------------------------------- | ---- | --------------------------- | ---------- | ----------------- |
| "Cake by the Ocean"       | DNCE                                           | 2016 | Versión Auriculares         | Dúo        | ♀/♂               |
| "Cheap Thrills"           | Sia feat. Sean Paul                            | 2016 | Versión Bollywood           | Dúo        | ♀/♂               |
| "Cola Song"               | INNA feat. J Balvin                            | 2014 | Versión Chuches             | Dance Crew | ♂/♀/♂/♀           |
| "Daddy"                   | PSY feat. CL de 2NE1                           | 2015 | Versión Padre e Hijo        | Dúo        | ♂/♂               |
| "Don't Stop Me Now"       | Queen                                          | 1978 | Versión Cambio De Escenario | Solo       | ♂                 |
| "El Tiki"                 | Maluma                                         | 2015 | Versión Teatro              | Trío       | ♀/♂/♀             |
| "Hips Don't Lie"          | Shakira feat. Wyclef Jean                      | 2006 | Versión Sumo                | Dúo        | ♂/♂               |
| "Lean On"                 | Major Lazer feat. MØ & DJ Snake                | 2015 | Versión Bufanda             | Solo       | ♀                 |
| "Radical"                 | Dyro & Dannic                                  | 2014 | Versión Cascos              | Dúo        | ♂/♂               |
| "Scream & Shout"          | will.i.am feat. Britney Spears                 | 2012 | Versión Extrema             | Solo       | ♂                 |
| "September" (*)           | Equinox Stars (Original de Earth, Wind & Fire) | 1978 | Versión Música y deporte    | Solo       | ♂                 |
| "Sorry"                   | Justin Bieber                                  | 2015 | Versión Extrema             | Solo       | ♀                 |
| "Watch Me (Whip/Nae Nae)" | Silento                                        | 2015 | Versión Batalla familiar    | Dance Crew | ♂/♂/♀/♀           |
| "What Is Love" (*)        | Ultraclub 90 (Original de Haddaway)            | 1993 | Versión Coche               | Dúo        | ♂/♂               |
| "Worth It"                | Fifth Harmony feat. Kid Ink                    | 2015 | Version Crew Extremo        | Dance Crew | ♀/♀/♀/♀           |

- Un "(*)" indica que la canción es un "cover" de la original.

## Modo Mash-Up
El Modo Mash-Up continúa en Just Dance 2017, los Mash-Ups pueden ser cuatro modos (Solo, Dúo, Trío o Dance Crew), además de ser temáticos. Los mash-ups no están presentes en las consolas de séptima generación, a excepción de la Wii. En Wii se pueden desbloquear por 20 Monedas Mojo cada una.
| Canción             | Artista                   | Año  | Modo | Temática            |
| ------------------- | ------------------------- | ---- | ---- | ------------------- |
| "Cheap Thrills"     | Sia                       | 2017 | Solo | Gafas De Sol        |
| "Daddy"             | PSY                       | 2016 | Solo | K-Pop               |
| "Ghost In The Keys" | Halloween Thrills         | 2017 | Solo | Mírame Bien         |
| "Hips Don't Lie"    | Shakira                   | 2007 | Solo | Caliente            |
| "Lean On"           | Major Lazer               | 2016 | Solo | Mundial             |
| "Radical"           | Dyro & Dannic             | 2015 | Solo | En Aquellos Tiempos |
| "Scream & Shout"    | will.i.am                 | 2013 | Solo | Sueño Americano     |
| "Septiembre"        | Earth, Wind & Fire        | 1979 | Solo | Sweatiembre         |
| "What Is Love"      | Haddaway                  | 1994 | Dúo  | Rompehielos         |
| "Worth It"          | Fifth Harmony Ft. Kid Ink | 2016 | Dúo  | Provócame           |

## Community Remix
Este modo de juego está disponible para algunas de las canciones en el juego.
| Canción                            | Artista                 | Año  |
| ---------------------------------- | ----------------------- | ---- |
| "Single Ladies (Put a Ring on It)" | Beyoncé                 | 2009 |
| "Bailar"                           | Deorro ft. Elvis Crespo | 2017 |
| "Cheap Thrills"                    | Sia ft. Sean Paul       | 2017 |
| Don't Stop Me Now"                 | "Queen                  | 1979 |
| "What Is Love" (A)                 | Haddaway                | 1994 |
| "Into You"                         | "Ariana Grande          | 2017 |

- Una "(A)" indica que el Community Remix está abierto para participar.
- Un "(2015)" indica que el Community Remix es de una canción que aparece en Just Dance 2015

## Just Dance 2017 China
Versión exclusiva para China, la cual contiene 2 canciones extras exclusivas, pero elimina DADDY. Esta versión elimina las características como Just Dance Unlimited, World Dance Floor, Video Challenge y Ubisoft Club. Es exclusiva de Playstation 4 y Xbox One.

### Lista de canciones Exclusivas
| Canción                                       | Artista  | Año  | Modo | Bailarín(a/es/as) |
| --------------------------------------------- | -------- | ---- | ---- | ----------------- |
| "Qia La Yong Yuan OK - Future Underworld Mix" | Alan Tam | 1991 | Solo | Male              |
| "Tui Zhi Ge"                                  | Lulu     | 2017 | Solo | Female            |

## Características
| Generación                                | Séptima (Videoconsolas) | Octava (Videoconsolas)        | Quinta (Ordenadores)       |
| Plataformas                               | PS3, Xbox 360 y Wii     | PS4, Xbox One, Wii U y Switch | Mac OS y Microsoft Windows |
| ----------------------------------------- | ----------------------- | ----------------------------- | -------------------------- |
| Más de 40 temas musicales                 | Sí                      | Sí                            | Sí                         |
| Community Remix y Autodance (C)           | Sí                      | Sí                            | Sí                         |
| Sweat Playlists y Contador de calorías    | Sí                      | Sí                            | Sí                         |
| Ubisoft Club                              | Sí (No Wii)             | Sí                            | Sí                         |
| World Dance Floor                         | Sí                      | Sí                            | Sí                         |
| World Video Challenge                     | No                      | Sí (No Switch)                | Sí                         |
| Just Dance Machine                        | No                      | Sí                            | Sí                         |
| Dance Quests, Dance Party, Showtime, JDTV | No                      | Sí                            | Sí                         |
| Compatibilidad con teléfonos inteligentes | No                      | Sí                            | Sí                         |
| Just Dance Unlimited                      | No                      | Sí                            | Sí                         |

- Una (C) indica que solo es compatible con plataforma habilitado con cámara.

## Características específicas
| Generación                      | Séptima (Videoconsolas) | Octava (Videoconsolas)        | Quinta (Ordenadores)       |
| Plataformas                     | PS3, Xbox 360 y Wii     | PS4, Xbox One, Wii U y Switch | Mac OS y Microsoft Windows |
| ------------------------------- | ----------------------- | ----------------------------- | -------------------------- |
| JD Wall                         | Sí                      | No                            | No                         |
| SUPERSTAR                       | Sí                      | Sí                            | Sí                         |
| Sonidos de avatares             | No                      | Sí                            | Sí                         |
| Menú actualizado                | No                      | Sí                            | Sí                         |
| Efecto de Gold Move actualizado | No                      | Sí                            | Sí                         |
| Niveles de canciones            | No                      | Sí                            | Sí                         |

## Nuevos elementos agregados
En cada saga de Just Dance se añaden nuevos elementos, que para la cual en esta saga se añaden los siguientes:
- Se agrega un nuevo efecto a los Gold Moves (Solo disponible en Wii U, PlayStation 4, Xbox One, Nintendo Switch, Microsoft Windows y Mac OS).

- Se añade una sexta estrella: "SUPERSTAR" y se obtiene al superar los 11000 puntos.
- Se añaden pequeños triángulos en la barra de color debajo del nombre del jugador mientras se juega cualquier canción (Solo disponible en Wii U, PlayStation 4, Xbox One, Nintendo Switch, Microsoft Windows y Mac OS).
- Al obtener la quinta estrella, automáticamente mientras se obtiene más puntos, en la barra de estrellas irán subiendo líneas blancas hasta obtener: "SUPERSTAR".
- Se añade un buscador de canciones para Just Dance Unlimited.
- Se añade el nuevo modo de juego: Just Dance Machine (Solo disponible en Wii U, PlayStation 4, Xbox One, Nintendo Switch, Microsoft Windows y Mac OS).
- Se agregan nuevos sonidos a los avatares (Solo está disponible en Wii U, PlayStation 4, Xbox One, Nintendo Switch, Microsoft Windows y Mac OS).
- Se agrega una bolsa para el total de gemas obtenidas en las canciones.
- Se añade los niveles de las canciones; Esta elemento ya se había añadido a Just Dance Now, en el cual consiste en bailar canciones para ganar experiencias y subir de nivel y así poder desbloquear nuevos avatares (Solo está disponible en Wii U, PlayStation 4, Xbox One, Nintendo Switch, Microsoft Windows y Mac OS).

## Just Dance Machine
En este nuevo modo, tendrás que ayudar a unos marcianos con su experimento en la tierra, donde tendrás que ayudarlos a conseguir energía bailando varios tipos de género. Desde Electrónica hasta Hip-Hop, un divertido modo de juego nuevo exclusivo para Wii U, PlayStation 4, Xbox One, Nintendo Switch, Microsoft Windows y Mac OS

## Just Dance Unlimited
Al igual que su predecesor Just Dance 2016, el juego ofrece este servicio de streaming como contenido adicional llamado Just Dance Unlimited', incluyendo antiguas como nuevas canciones e incluso versiones alternativas. Exclusivo para quienes tengan suscripción en las consolas PlayStation 4, Xbox One, Nintendo Switch, Wii U y PC. A continuación solo se detallan los sencillos exclusivos para este modo de juego.
| Canción                           | Artista                        | Año  | Modo       | Bailarín(a/es/as) | Fecha estreno                                                                      | Videojuego estreno |
| --------------------------------- | ------------------------------ | ---- | ---------- | ----------------- | ---------------------------------------------------------------------------------- | ------------------ |
| "Cheerleader (Felix Jaehn Remix)" | OMI                            | 2015 | Dance Crew | ♂/♀/♂/♀           | 20 de octubre de 2015                                                              | Just Dance 2016    |
| "Улыбайся (SMILE)"                | IOWA                           | 2012 | Solo       | ♀                 | 20 de octubre de 2015                                                              | Just Dance 2016    |
| "Better When I'm Dancin"          | Meghan Trainor                 | 2015 | Solo       | ♀                 | 25 de noviembre de 2015                                                            | Just Dance 2016    |
| "Shut Up And Dance"               | Walk the Moon                  | 2014 | Dúo        | ♀/♂               | 20 de enero de 2016                                                                | Just Dance 2016    |
| "Get Ugly"                        | Jason Derulo                   | 2015 | Trío       | ♀/♂/♀             | 26 de febrero de 2016                                                              | Just Dance 2016    |
| "Taste The Feeling"               | Avicii vs. Conrad Sewell       | 2016 | Solo       | ♂                 | 10 de marzo de 2016                                                                | Just Dance 2016    |
| "Am I Wrong"                      | Nico & Vinz                    | 2013 | Solo       | ♂                 | 21 de abril de 2016                                                                | Just Dance 2016    |
| "Hold My Hand"                    | Jess Glynne                    | 2015 | Solo       | ♂                 | 19 de mayo de 2016                                                                 | Just Dance 2016    |
| "Youth"                           | Troye Sivan                    | 2016 | Solo       | ♂                 | 25 de octubre de 2016                                                              | Just Dance 2017    |
| "Имя 505" (Imya 505)              | Vremya i Steklo                | 2015 | Solo       | ♀                 | 25 de octubre de 2016                                                              | Just Dance 2017    |
| "Ona Tańczy Dla Mnie"             | Weekend                        | 2012 | Dúo        | ♀/♂               | 25 de octubre de 2016                                                              | Just Dance 2017    |
| "Je Sais Pas Danser"              | Natoo                          | 2016 | Solo       | ♀                 | 25 de octubre de 2016                                                              | Just Dance 2017    |
| "The Greatest"                    | Sia ft. Kendrick Lamar         | 2016 | Solo       | ♀                 | 24 de noviembre de 2016                                                            | Just Dance 2017    |
| "Juju on that Beat (TZ Anthem)"   | Zay Hilfigerrr & Zayion McCall | 2016 | Dúo        | ♂/♂               | 21 de diciembre de 2016                                                            | Just Dance 2017    |
| "Chiwawa" (A)                     | Wanko Ni Mero Mero             | 2016 | Solo       | ♀                 | 26 de enero de 2017                                                                | Just Dance 2017    |
| "Don't Worry"                     | Madcon feat. Ray Dalton        | 2015 | Dúo        | ♂/♂               | 26 de enero de 2017                                                                | Just Dance 2017    |
| "Me Too"                          | Meghan Trainor                 | 2016 | Solo       | ♀                 | 23 de febrero de 2017                                                              | Just Dance 2017    |
| "How Deep Is Your Love"           | Calvin Harris & Disciples      | 2015 | Solo       | ♀                 | 3 de marzo de 2017 (Nintendo Swich) 22 de junio de 2017 (PC, Xbox One, Wii U, PS4) | Just Dance 2017    |
| "HandClap"                        | Fitz and The Tantrums          | 2016 | Trío       | ♂/♀/♂             | 23 de marzo de 2017                                                                | Just Dance 2017    |
| "Don't Let Me Down"               | The Chainsmokers feat. Daya    | 2016 | Dúo        | ♀/♀               | 20 de abril de 2017                                                                | Just Dance 2017    |
| "Ain't My Fault"                  | Zara Larsson                   | 2016 | Solo       | ♀                 | 30 de mayo de 2017                                                                 | Just Dance 2017    |
| "Wake Me Up Before You Go-Go" (A) | Wham!                          | 1984 | Dúo        | ♂/♀               | 20 de julio de 2017                                                                | Just Dance 2017    |

- Una "(A)" significa que la canción es una versión alternativa de la original.